# Comarobatia lasiococca
Comarobatia lasiococca là loài thực vật có hoa trong họ Hoa hồng. Loài này được (A. Gray) Greene mô tả khoa học đầu tiên năm 1906.